# Dania Pérez
Dania Pérez Serrano (nascida em 24 de julho de 1973) é uma ex-ciclista olímpica cubana, 
que participava em competições de ciclismo de pista e estrada. Representou sua nação nos Jogos Olímpicos de Verão de 1996 e 2000.